# Jeewi Lee
Jeewi Lee (koreanisch 이지위 / 이지븨; * 1987 in Seoul, Korea) ist eine südkoreanische Künstlerin. Sie lebt und arbeitet in Berlin und Seoul.

## Leben und künstlerische Entwicklung
Jeewi Lee wuchs in einer Künstlerfamilie auf und verbrachte ihre Kindheit an verschiedenen Orten in Deutschland und Korea. Bereits ab dem Alter von fünf Jahren zog ihre Familie häufig um, was einen starken Einfluss auf die Künstlerin hatte und sich in ihrer Kunst widerspiegelt. Jeewi Lee studierte Malerei an der Universität der Künste Berlin in der Klasse Robert Lucander sowie an der Hunter College University in New York City und schloss 2014 als Meisterschülerin ihr Studium in Bildender Kunst an der Universität der Künste Berlin (UDK) ab. 2018 erhielt sie ebenso an der UDK für den Postgraduierten Studiengang Art in Context ihr MFA bei Jörg Heiser. Sie erhielt zahlreiche Förderungen und Stipendien, u. a. den Kunstpreis der Villa Romana Florenz, Kunstpreis junger westen von der Kunsthalle Recklinghausen und mehrere Stipendien des Stiftung Kunstfonds.
Lee wurde zu Künstlerresidenzen, wie der Josef & Anni Albers Foundation im Senegal (2020) und in die USA (2023) eingeladen. Ihre Kunstwerke wurden in zahlreichen Galerien und Institutionen ausgestellt, unter anderem beim „Festival of Future Nows“ in der Neuen Nationalgalerie (2014), im Museum Hamburger Bahnhof (2017), „Wände/Walls“ im Kunstmuseum Stuttgart (2020) und „Ruhr Ding: Klima“ von Urbane Künste Ruhr (2021). Weitere institutionelle Gruppenausstellungen sind „Scratching the Surface“ im Hamburger Bahnhof Museum in Berlin (2021), „Checkpoint. Border Views from Korea“ im Kunstmuseum Wolfsburg (2022), „Indigo Waves and Other Stories“ im Martin-Gropius-Bau (2023) sowie „Into the Woods – Klima Biennale Wien“ im Kunst Haus Wien (2024). 2021 gründete die Künstlerin mit Künstlerkollegen aus Dakar und Berlin das transkulturelle Projekt-Kollektiv „Dry Ocean“.
Jeewi Lee ist eine multidisziplinäre Künstlerin, die sich in Installationen, Bilderserien, Skulpturen und Videos mit Erinnerung, Zeit und Verfall auseinandersetzt. Ihre Arbeit konzentriert sich auf „die Spur“, die Vergangenheit, Präsenz und Abwesenheit repräsentiert. Lees Kunst fordert die visuelle Wahrnehmung heraus, indem sie die unbemerkten Aspekte des täglichen Lebens hervorhebt. Spuren sind zwar abstrakt und minimalistisch in ihrer Form, tragen aber narrative Elemente und Indexikalität in sich und dienen als Zeugen und Überreste vergangener Leben – eine visuelle Allegorie für gelebte Erfahrungen, Geschichte und Erinnerung. Besonders interessiert sich Lee für Materialien, in denen sich Zeit und Erinnerungen eingeschrieben haben und betreibt intensive Materialforschung, indem sie Materialien für poetische Erkundungen umwandelt und neu kombiniert. Oft setzt sie sich mit den Gegebenheiten ihrer Umgebung, den lokalen Besonderheiten ihrer Residenz oder Ausstellungsräume auseinander und kreiert ortsspezifische Installationen. Ihre Kunst reflektiert die Koexistenz von Anwesenheit und Abwesenheit und erforscht die Überschneidung von Vergangenheit und Gegenwart.

## Einzelausstellungen
- 2024: Field of Fragments, Sexauer Galerie, Berlin
- 2024: Traces of Journeys, signs and symbols, New York
- 2023: Palimpsest, Segments of Re-enscription, Deutsches Architektur Zentrum (DAZ), Berlin
- 2023: Past Tense, Sexauer Showroom, Berlin
- 2021: junger westen – solo position, Kunsthalle Recklinghausen
- 2021: Embodied Memories, OH Galerie, Dakar
- 2021: Revision, Staedtische Galerie Ostfildern
- 2021: Vor·wurf, Sexauer Galerie Berlin
- 2020: re- , Kunstverein Hamburg
- 2018: Inzision, Sexauer Galerie, Berlin
- 2018: Der Abgang, Lichthaus Arnsberg / Kunstverein Arnsberg
- 2017: Marbling, Bar Babette, Berlin
- 2016: Blinder Beifall, Sexauer Galerie, Berlin
- 2015: Sediment, Arndt Galerie, Berlin[11]
- 2015: Ich_No_Gramm, Zönotéka, Berlin
- 2014: Abrieb, ZQM, Berlin
- 2013: Spurlauschen, DKS Gallery, Berlin

## Gruppenausstellungen (Auswahl)
- 2024: Non Objectified, Kino Saito, Verplanck / New York
- 2024: Into the Woods, Kunsthaus Wien – Klima Biennale Wien
- 2024: Dissonance, Stadtgalerie Kiel
- 2023: The Notion of Silence, Kunsthaus Erfurt
- 2023: Painted Matter, Kunstverein Arnsberg
- 2023: Checkpoint. Border Views from Korea, SAW Center Ottawa
- 2023: When the sirens howl (it ́s on us), Weltecho Galerie, Chemnitz
- 2023: Shift als Teil des Projekts Motus, BAW Garten – Neue National Galerie, Berlin
- 2023: The Delicate Things That Girls Do, signs and symbols, New York
- 2023: Indigo Waves and Other Stories, Gropiusbau Berlin
- 2023: So it appears, Institute for Contemporary Art Virginia
- 2022: Riboca 3 – Exercises in Respect, Riga Biennale (verschoben)
- 2022: At the Coalface, CID Grand-Hornu Museum, Hainaut
- 2022: At first sight, Kunsthalle Recklinghausen
- 2022: Identität nicht nachgewiesen, Bundeskunsthalle, Bonn
- 2022: Tabula Rasa / Terrain Vague, Staedtische Galerie Nordhorn
- 2022: Transgresssive. Nonkonforme Zugänge zu Kunst und Stadt, Kühlhaus, Berlin
- 2022: Checkpoint, Kunstmuseum Wolfsburg
- 2022: An Instant Later, Britta Rettberg Galerie, München
- 2022: Chronicle Disappearance, Mönchehaus Museum Goslar
- 2022: Témoigner de l’origine, OH Galerie, Dakar
- 2022: From „Abstraction“ to Abstraction, Stiftung Stefan Gierowski, Warschau
- 2021: By the Sea, Kunsthalle Wilhelmshaven
- 2021: Scratching the Surface, Hamburger Bahnhof Museum der Gegenwart, Berlin
- 2021: Ruhr Ding: Klima, Urbane Künste Ruhr, Silbersee II am Haltern
- 2021: Event Tree Analysis, Spiegelarche, Rolldisleben
- 2021: Flow, Sepulchral Culture Museum, Kassel
- 2020: la matière, OH Galerie, Dakar
- 2020: Jahresgabenausstellung, Kunstverein in Hamburg
- 2020: Wände I Walls, Kunstmuseum Stuttgart
- 2020: Studio Berlin, Boros Foundation x Berghain, Berlin
- 2020: Gruppenausstellung, Art Biesenthal, Wehrmuehle
- 2020: Owned by Others, Museumsinsel, Berlin
- 2020: Artists & Allies II, signs and symbols Galerie, New York
- 2020: Come Together, Galerie Sexauer, Berlin
- 2020: Synthetis (ortsspezifische Installation), Skulpturenpark Schlossgut Schwante
- 2020: The Rhythm of Giving and Taking, Kër Thiossane, Dakar
- 2020: Intersection Tamba – Seeds for future memories, Centre Culturel, Tambacounda
- 2019: Back There, Kunstverein Tiergarten / Galerie Nord, Berlin
- 2019: Supplica per un´appendice, Kunstraum, München
- 2018: Would have been II, Palazzo Ziino, Palermo
- 2018: Die Informale, Buenos Aires
- 2018: Thresholds. Limits of Space, BNKR, München
- 2018: Would have been, Villa Romana, Florenz
- 2018: Artists & Allies, signs and symbols Galerie, New York
- 2018: Kollidierende Gelüste, Koreanische Botschaft, Berlin
- 2018: Last Dance, Kindl, Berlin
- 2017: Good Friends, c/o Kunstpunkt, Berlin
- 2017: Wir nennen es Arbeit, Galleria Opere Scelte, Turin
- 2017: Festival of Future Nows II, Hamburger Bahnhof – Museum für Gegenwart, Berlin
- 2017: New Adventures in Vexillology #3, Kunstverein Amrum
- 2016: Struktion – Artweek 2016, Kühlhaus, Berlin
- 2016: Die Geschichte hat einen Fehler / Zu viele Erzähler, Kunstverein Gütersloh
- 2016: Dialog der Residuen, Galerie Villa Köppe, Berlin
- 2015: Kunst&Konstrukt, Westraum, Berlin
- 2015: Frames of War, Momenta, New York
- 2014: Festival of Future Nows, Neue National Galerie, Berlin
- 2014: Berlin Masters, Arndt Galerie, Berlin
- 2012: Looking Glass Self, Dauer-Installation in der Humboldt-Universität, Berlin

## Auszeichnungen
- 2024: Künstlerresidenz Goethe-Institut mit dem Dry Ocean Projekt Kollektiv, Madrid
- 2023: Künstlerresidenz Bethany – Anni & Joseph Albers Stiftung, Connecticut
- 2023: Seed, öffentliche Skulptur, Universität Heidelberg (upcoming 2025)
- 2022: Künstlerresidenz Blank 100, Alentejo
- 2022: Stiftung Kunstfond Neu Start Kultur, Bonn
- 2021: Kunstpreis junger westen, Kunsthalle Recklinghausen
- 2021: Fördermittel für Katalog, Stiftung Kunstfonds, Bonn
- 2020: Förderung Stiftung Kunstfonds, Bonn
- 2020: Künstlerresidenz – Josef & Anni Albers Stiftung, Sinthian
- 2020: Stipendium CAA Berlin
- 2020: Künstlerresidenz Al Ma’mal Stiftung, Jerusalem (verschoben)
- 2018: Villa Romana Kunstpreis, Florenz
- 2015: Kwanjeong Lee, Chonghwan Stiftung, Seoul
- 2012: Dorothea-Konwiarz-Stipendium, Berlin
- 2011: Jungart Preis für Malerei, Berlin[11]

## Messen
- 2024: Art Düsseldorf
- 2024: Art Brüssel
- 2023: Art Cologne
- 2023: Art Düsseldorf
- 2022: Art Düsseldorf
- 2021: Artissima
- 2019: Art Berlin
- 2019: Art Brüssel
- 2018: Art Rotterdam[1]